# Euselasia modesta
Euselasia modesta är en fjärilsart som beskrevs av Bates 1868. Euselasia modesta ingår i släktet Euselasia och familjen Riodinidae. Inga underarter finns listade i Catalogue of Life.